# Mausjaure
Mausjaure är en sjö i Arvidsjaurs kommun i Lappland och ingår i Byskeälvens huvudavrinningsområde. Sjön har en area på 1,97 kvadratkilometer och ligger 465,9 meter över havet. Mausjaure ligger i Byskeälven Natura 2000-område. Sjön avvattnas av vattendraget Svärdälven.

## Delavrinningsområde
Mausjaure ingår i det delavrinningsområde (726396-164448) som SMHI kallar för Utloppet av Mausjaure. Medelhöjden är 492 meter över havet och ytan är 20,67 kvadratkilometer. Det finns inga avrinningsområden uppströms utan avrinningsområdet är högsta punkten. Svärdälven som avvattnar avrinningsområdet har biflödesordning 2, vilket innebär att vattnet flödar genom totalt 2 vattendrag innan det når havet efter 185 kilometer. Avrinningsområdet består mestadels av skog (58 procent) och sankmarker (29 procent). Avrinningsområdet har 2,37 kvadratkilometer vattenytor vilket ger det en sjöprocent på 11,4 procent.